# Västra Sönnarslövs socken
Västra Sönnarslövs socken i Skåne ingick i Södra Åsbo härad, uppgick 1952 i Klippans köping och området ingår sedan 1971 i Klippans kommun och motsvarar från 2016 Västra Sönnarslövs distrikt.
Socknens areal var 25,71 kvadratkilometer varav 25,46 land. År 2000 fanns här 910 invånare.  Tätorten Klippans bruk, orten Krika samt sockenkyrkan Västra Sönnarslövs kyrka ligger i socknen.

## Administrativ historik
Socknen har medeltida ursprung. Före den 1 januari 1886 (ändring enligt beslut den 17 april 1885) var namnet Sönnarslövs socken.
Vid kommunreformen 1862 övergick socknens ansvar för de kyrkliga frågorna till Sönnarslövs församling och för de borgerliga frågorna bildades Sönnarslövs landskommun. Landskommunen uppgick 1952 i Klippans köping som 1971 ombildades till Klippans kommun. Församlingen uppgick 2006 i Klippans församling.
Den 1 januari 1955 överfördes från socknen till Kvidinge socken ett område med 212 invånare och omfattande en areal av 4,52 kvadratkilometer, varav 4,49 kvadratkilometer land. Dit hörde platsen för den gamla sockenkyrkan med tillhörande kyrkogård.
1 januari 2016 inrättades distriktet Västra Sönnarslöv, med samma omfattning som församlingen hade 1999/2000.
Socknen har tillhört län, fögderier, tingslag och domsagor enligt vad som beskrivs i artikeln Södra Åsbo härad. De indelta soldaterna tillhörde Norra skånska infanteriregementet, Norra Åsbo kompani och Skånska husarregementet, Kolleberga skvadron, överstelöjtnantens kompani. 

## Geografi
Västra Sönnarslövs socken ligger söder om Klippan med Rönne å i norr och Söderåsen i söder. Socknen är en odlad slättbygd med skogsbygd i söder.

## Fornlämningar
Boplatser från stenåldern är funna. Från järnåldern finns ett gravfält och resta stenar.

## Namnet
Namnet skrevs på 1510-talet Söndersleff och kommer från kyrkbyn. Efterleden är löv, 'arvegods'. Förleden är möjligen mansnamnet Sundar eller Sunnar..